# Xilotla
Xilotla är en ort i Mexiko.   Den ligger i kommunen Zontecomatlán de López y Fuentes och delstaten Veracruz, i den sydöstra delen av landet, 170 km nordost om huvudstaden Mexico City. Xilotla ligger 469 meter över havet och antalet invånare är 128.
Terrängen runt Xilotla är kuperad. Runt Xilotla är det ganska glesbefolkat, med 36 invånare per kvadratkilometer. Närmaste större samhälle är Xochiatipan de Castillo, 11,6 km norr om Xilotla. I omgivningarna runt Xilotla växer huvudsakligen savannskog.